# La lunga notte di Black Dudley
La lunga notte di Black Dudley (titolo originale The Crime at Black Dudley) è un romanzo poliziesco del 1929 della scrittrice britannica Margery Allingham, primo della serie di romanzi con Albert Campion. Negli Stati Uniti è stato pubblicato col titolo The Black Dudley Murder.

## Trama
Ungruppo di ospiti si riunisce una sera per una festa a Black Dudley, casa antica e isolata, con un passato complesso e una fantasiosa quantità di corridoi e passaggi nascosti. La dimora appartiene alla famiglia di Wyatt Petrie, un giovane studioso. Con lui vive lo zio, colonnello Coombe, un malato che nasconde il volto dietro a una maschera per celare le molte cicatrici da cui è deturpato. Tra gli ospiti c'è un certo Albert Campion, loquace e affabile, ma sconosciuto a Petrie e al colonnello.
Dopo cena Petrie, interpellato a proposito di un pugnale, racconta la storia della sua antica presenza nella famiglia e descrive un rituale che ne prevedeva il passaggio di mano in mano intorno alla casa buia. Gli ospiti desiderano provare il rito e, a tale scopo, la casa è oscurata e i domestici congedati. Ma il dottor Abbershaw non si entusiasma al gioco e va a vedere la sua auto nel garage: qui trova Campion in ozio apparente. I due si accorgono che la macchina del colonnello è stata truccata e ha un potente motore Rolls-Royce. Tornati in casa per assistere alla fine del gioco, i due trovano Meggie in stato di shock: al suo turno di ricevere il pugnale, la ragazza si è accorta che era sporco di sangue.
Si ripristina l'illuminazione, ma viene annunciato un malore del colonnello: ciò interrompe la festa e tutti stanno per coricarsi. Tuttavia Abbershaw è avvertito dal dottor Prenderby che il colonnello è morto e un altro medico, Whitby, gli ha chiesto di firmare un certificato che consenta una rapida cremazione. Prenderby, esaminato il corpo, ha rifiutato. Abbershaw deve intervenire e a sua volta si accorge che il colonnello non è morto per insufficienza cardiaca, come sostiene Whitby. Inoltre sulla faccia non ha segni di alcun genere. Abbershaw firma il certificato ma prende tempo in vista di un'indagine più scrupolosa.
La notte e il giorno successivo sono turbolenti. Campion ha una zuffa con un domestico, altri scappano sull'auto truccata. La casa è in mano a una banda di delinquenti che arrivano a darle fuoco. Con gran fatica gli ospiti intrappolati sono salvati e rientrano alle loro case, a Londra. Ma Campion ha scoperto che Petrie ha assassinato lo zio, capo della banda criminale, e a questo scopo ha inventato la storia del rito del pugnale. Campion permette al giovane di evitare la denuncia, a patto che si ritiri per sempre in un monastero.

## Personaggi
- dottorr George Abbershaw, patologo occasionalmente consultato da Scotland Yard.
- Wyatt Petrie, ospite della festa al Black Dudley, studioso di talento.
- colonnello Gordon Coombe, zio di Petrie.
- dottor White Whitby, medico di Coombe.
- Jesse Gideon, socio di Coombe, un tipo dall'aspetto sfuggente
- Benjamin Dawlish, alias Eberhard Von Faber, altro socio di Coombe, tedesco.
- Margaret "Meggie" Oliphant, un'ospite dai capelli rosso-fiamma.
- Anne Edgeware, bella e civettuola invitata alla festa.
- Michael Prenderby, ospite, medico appena laureato
- Chris Kennedy, ospite, giocatore di rugby a Cambridge
- Martin Watt, ospite alla festa
- Albert Campion, un simpatico frequentatore di feste.
- Daisy May Meade, donna del luogo, impiegata presso la casa
- "Guffy" Randall, cacciatore, amico di Campion.
- Jeanne Dacre, ospite della festa e fidanzata di Prenderby.

## Edizioni
- Margery Allingham, La lunga notte di Black Dudley, traduzione di Anna Maria Ponti, collana I Classici del Giallo Mondadori, n. 456, Mondadori, 1984,  p. 202.